# アミロイド関連画像異常
アミロイド関連画像異常 (Amyloid-related imaging abnormalities; ARIA) とは、アルツハイマー病患者の神経画像に見られる異常な差異のことであり、アミロイド修飾療法、特にアデュカヌマブなどのヒトモノクローナル抗体に関連している。ARIAには、ARIA-EとARIA-Hの2種類がある。この現象は、バピネウズマブの試験で初めて認められた。

## ARIA-E
ARIA-Eは、血液脳関門の緊密な内皮接合部の破壊とそれに続く体液の蓄積を伴う脳浮腫を指す。ヒト化モノクローナル抗体ソラネズマブの二重盲検試験 (n=2042) では、16人の患者 (11人が本剤を服用、5人がプラセボを服用)、または0.78％がARIA-Eを発症した。さらに7人の患者が非盲検試験の延長中にARIA-Eを発症した。
ARIA-Eの効果は、浮腫の重症度と部位によって異なる。症状としては、頭痛、精神状態の変化、錯乱、嘔吐、吐き気、振戦、歩行障害などがある。

## ARIA-H
ARIA-Hとは、脳微小出血 (mH) と呼ばれる脳上の小さな出血のことで、しばしば血鉄症を伴うことがある。mHは通常、小さな丸い低強度の病変として認められ、小さなヘモジデリン沈着物である。mHを10mm以下と定義する研究もあれば、5mm以下と定義する研究もある。健康な高齢者のmHの有病率は約6％であるが、脳血管疾患を持つ高齢者では50％から80％に増加する。